# Sphiximorpha hopei
Sphiximorpha hopei là một loài ruồi trong họ Ruồi giả ong (Syrphidae). Loài này được Saunders mô tả khoa học đầu tiên năm 1845. Sphiximorpha hopei phân bố ở vùng Châu Phi